# 1962年朝鮮民主主義人民共和國最高人民會議選舉
朝鮮民主主義人民共和國第三屆最高人民會議選舉在1962年10月8日舉行，以直選的方式決出383個最高人民會議的席位所屬。與過去相同，本屆選舉的所有選區均只有一名參選人，而且他們全由執政黨朝鮮勞動黨在事前挑選。故此，朝鮮勞動黨足以控制整個的最高人民會議。據報導，這屆選舉的投票率為100%，參選人當選率也為100%。
受八月宗派事件影響，北韓的最高領導人金日成銳意強化統治。故此，在本屆的選舉中，勞動黨贏得了383席中的371席，整個最高人民會議幾乎全由該黨所得，而過去的第二和第三大黨朝鮮民主黨和天道教青友黨則因此前的整肅而勢力大減，所得議席共少了14席。

## 結果
| 政黨         | 取得席位 | +/-  |
| ------------ | -------- | ---- |
| 朝鮮勞動黨   | 371席    | ▲193 |
| 朝鮮民主黨   | 4席      | ▼7   |
| 天道教青友黨 | 4席      | ▼7   |
| 勞動人民黨   | 1席      | ▼2   |
| 佛教聯盟     | 1席      | ▼1   |
| 民主人民聯盟 | 1席      | ━    |
| 民主獨立黨   | 1席      | ━    |
| 總計         | 383席    | ▲383 |

## 資料來源
1. ↑  Nohlen, D, Grotz, F & Hartmann, C (2001) Elections in Asia and the Pacific: A Data Handbook: South East Asia, East Asia, and the Pacific Volume 2, p404 ISBN 0-19-924959-8
2. ↑  Nohlen, D, Grotz, F & Hartmann, C (2001) Elections in Asia and the Pacific: A Data Handbook: South East Asia, East Asia, and the Pacific Volume 2, p403 ISBN 0-19-924959-8
3. ↑  Andrei N. Lankov. Crisis in North Korea: The Failure of De-Stalinization, 1956. 199